# Aleksiej Kamkin
Aleksiej Dmitrijewicz Kamkin (ros. Алексей Дмитриевич Камкин; ur. 15 października 1952 w Kaliningradzie) – rosyjski wioślarz reprezentujący ZSRR, srebrny medalista olimpijski i dwukrotny medalista mistrzostw świata.

## Kariera
Wystąpił na igrzyskach olimpijskich w Moskwie w 1980, gdzie osada ZSRR w składzie: Aleksiej Kamkin, Walerij Dolinin, Aleksandr Kułagin i Witalij Jelisiejew zdobyła srebrny medal. W finale o 3,64 sekundy przegrali z osadą NRD, a o 4,77 sekundy wyprzedzili Wielką Brytanię. Był to jego jedyny start olimpijski.
W tej samej konkurencji zdobył także złoty medal na mistrzostwach świata w Monachium (1981) oraz srebrny na mistrzostwach świata w Lucernie (1982).
Ukończył studia na Narodowym Państwowym Uniwersytecie Wychowania Fizycznego, Sportu i Zdrowia im. Lesgafta w Leningradzie. Trzykrotnie zdobywał mistrzostwo ZSRR: w 1980, 1981 i 1982 zwyciężał w czwórkach bez sternika. Po zakończeniu kariery został trenerem wioślarstwa, prowadził między innymi reprezentację ZSRR. Uhonorowany tytułem Zasłużonego Mistrza Sportu ZSRR